# Kaiju No. 8
Kaiju No. 8 (japanisch 怪獣8号 Kaijū hachi-gō) ist eine Manga-Serie von Naoya Matsumoto (松本直也), die von 2020 bis 2025 in Japan erschien. Die Geschichte spielt in einem von Monster-Angriffen geplagten Japan und erzählt von einem jungen Mann, der sich eines Tages selbst in ein Monster verwandeln kann und diese Kräfte zum Schutz der Menschen einsetzen will.
Die Serie wurde in mehrere Sprachen, darunter auch ins Deutsche, übersetzt. Außerdem wurde sie als Light Novel adaptiert, erhielt zwei Manga-Ableger und wurde 2024 als Anime umgesetzt.

## Inhalt
Japan wird regelmäßig von Kaijū angegriffen. Die Monster werden von Sondereinheiten der japanischen Streitkräfte bekämpft, die hoch angesehen sind. Um die Überreste der Monster kümmern sich Putztrupps wie die, in der Kafka Hibino (日比野 カフカ) arbeitet. Auch ihre Arbeit ist nicht ungefährlich, denn selbst die Überreste der Monster können noch Menschen verletzen oder töten. Er wollte eigentlich zusammen mit seiner Kindheitsfreundin Mina Ashiro (亜白 ミナ) zur Armee. Doch nur Mina hat die schweren Prüfungen bestanden und ist nun die berühmte Kommandantin der Dritten Einheit. Eines Tages wird Kafka zusammen mit der Aushilfe Reno Ishikawa (市川 レノ) von einem Kaiju schwer verletzt. Im Krankenhaus befällt ihn dann ein kleiner Kaiju, der in ihn eindringt. Plötzlich kann Kafka sich selbst in ein Monster verwandeln. Doch er bleibt bei Bewusstsein, kann sprechen und flieht gemeinsam mit Reno, dem einzigen Zeugen. Es wird von den Streitkräften „Kaiju No. 8“ genannt und entkommt als erstes Monster der Armee – ohne seine Identität preisgeben zu müssen.
Mit seiner neu gewonnenen Kraft kann Kafka endlich die Prüfungen bestehen und der Dritten Einheit beitreten. Er bestand jedoch nur knapp, da er seine Identität als Kaiju verbergen muss. Sonst droht ihm die Tötung durch seine Kameraden. Nur als während der Prüfung ungeplant ein übermächtiges Kaiju auftaucht, rettet er in Kaiju-Form seine Kameradin Kikoru Shinomiya (四ノ宮 キコル). Die sonst selbstbewusste und sehr starke Kikoru ist ihm dankbar und hütet wie auch Reno sein Geheimnis. Nun kann er zusammen mit der Einheit von Mina gegen Monster kämpfen, sich als Schwächster aber auch noch beweisen. Das gelingt ihm beim ersten Einsatz, indem er seine Erfahrung aus dem Putztrupp nutzt und seine Einheit mit Informationen über die Angreifer versorgt. Doch er verwandelt sich auch wieder in ein Kaiju und trifft dabei auf den stellvertretenden Kommandanten Soshiro Hoshina (保科 宗四郎). Er kann dem starken Kämpfer nur knapp entkommen. Durch seine Verdienste wird Kafka normaler Rekrut und hat sich die Anerkennung seiner Kameraden verdient. Auch Hoshina setzt Hoffnungen in den ungewöhnlichen Rekruten.
Als dann Shinomi Mina Ashiro verreist ist, wird die Basis der Dritten Einheit von mehreren starken Kaiju angegriffen. Mit großen Anstrenungen und schließlich auch den dazukommenden Reserven und der Kommandantin können sie den Feind besiegen. Der letzte Angriff kann aber nur von Kafka abgewehrt werden, der sich in Kaiju verwandelt. Sein Geheimnis ist damit gelüftet und er wird festgenommen. Die Führung der Sondereinheiten will ihn untersuchen und töten lassen. Seine Kameraden und auch die Kommendanten wiederum sind ihm dankbar und überzeugt, dass Kafka keine Gefahr ist. Der Generaldirektor Isao Shinomiya (四ノ宮 功), Vater von Kikoru, stellt sich Kafka selbst im Kampf, um ihn zu töten. Obwohl Kafka seine Menschlichkeit beweisen will, mutiert er unter den schweren Angriffen zum Monster und verliert die Kontrolle. Kurz bevor er den Generaldirektor tötet, kann er sich doch noch bremsen. So wird entschieden, dass Kafka zwar als Kaiju anzusehen ist, aber als solcher zunächst weiter in der Einheit dienen soll und dabei unter Beobachtung steht.

## Veröffentlichung
Die Serie wurde vom 3. Juli 2020 bis 18. Juli 2025 in Einzelkapiteln im Online-Magazin Shōnen Jump+ veröffentlicht. Dessen Verlag Shūeisha brachte die Kapitel auch gesammelt in bisher 15 Bänden heraus (Stand: März 2025).
Eine deutsche Fassung erscheint seit November 2022 bei Crunchyroll in bisher 13 Bänden (Stand: Mai 2025). Die Übersetzung stammt von Martin Bachernegg. Der erste Band verkaufte in Deutschland über 10.000 Exemplare der Auflage von 70.000 Stück im ersten Monat nach Veröffentlichung. International ist die Reihe über die Plattform Manga Plus verfügbar. Auf Englisch wird der Manga von Viz Media herausgegeben, auf Spanisch von Editorial Ivréa, auf Italienisch von Edizioni Star Comics und eine portugiesische Ausgabe erscheint bei Planet Manga in Brasilien.
| Band | Japanisch        | Japanisch              | Deutsch          | Deutsch                |
| Band | Veröffentlichung | ISBN                   | Veröffentlichung | ISBN                   |
| ---- | ---------------- | ---------------------- | ---------------- | ---------------------- |
| 01   | 4. Dez. 2020     | ISBN 978-4-08-882525-0 | 3. Nov. 2022     | ISBN 978-2-88951-671-1 |
| 02   | 4. März 2021     | ISBN 978-4-08-882611-0 | 12. Jan. 2023    | ISBN 978-2-88951-672-8 |
| 03   | 4. Juni 2021     | ISBN 978-4-08-882671-4 | 9. März 2023     | ISBN 978-2-88951-673-5 |
| 04   | 3. Sep. 2021     | ISBN 978-4-08-882815-2 | 4. Mai 2023      | ISBN 978-2-88951-674-2 |
| 05   | 3. Dez. 2021     | ISBN 978-4-08-882872-5 | 3. Aug. 2023     | ISBN 978-2-88951-675-9 |
| 06   | 4. März 2022     | ISBN 978-4-08-883053-7 | 7. Sep. 2023     | ISBN 978-2-88951-676-6 |
| 07   | 4. Juli 2022     | ISBN 978-4-08-883170-1 | 3. Nov. 2023     | ISBN 978-2-88951-677-3 |
| 08   | 4. Nov. 2022     | ISBN 978-4-08-883305-7 | 12. Jan. 2024    | ISBN 978-2-88951-678-0 |
| 09   | 3. März 2023     | ISBN 978-4-08-883443-6 | 8. März 2024     | ISBN 978-2-88951-679-7 |
| 10   | 4. Aug. 2023     | ISBN 978-4-08-883613-3 | 3. Mai 2024      | ISBN 978-2-88951-680-3 |
| 11   | 4. Nov. 2023     | ISBN 978-4-08-883747-5 | 6. Sep. 2024     | ISBN 978-2-88951-982-8 |
| 12   | 4. Apr. 2024     | ISBN 978-4-08-883898-4 | 10. Jan. 2025    | ISBN 978-2-88951-983-5 |
| 13   | 4. Juli 2024     | ISBN 978-4-08-884160-1 | 2. Mai 2025      | ISBN 978-2-88951-984-2 |
| 14   | 1. Nov. 2024     | ISBN 978-4-08-884315-5 |                  |                        |
| 15   | 4. März 2025     | ISBN 978-4-08-884492-3 |                  |                        |

### Kaiju No. 8: Side B
Vom 5. Januar bis 12. Juli 2024 erschien in der Shōnen Jump+ der Ableger-Manga Kaiju No. 8: Side B (怪獣8号side B, Kaiju hachigo saido bi), der von Kentaro Hidano illustriert wurde. Das Spin-Off wurde auch in insgesamt zwei Sammelbänden zusammengefasst und ist international übr die Plattform Manga Plus verfügbar.
| Band | Japanisch        | Japanisch              |
| Band | Veröffentlichung | ISBN                   |
| ---- | ---------------- | ---------------------- |
| 1    | 4. Apr. 2024     | ISBN 978-4-08-884010-9 |
| 2    | 4. Okt. 2024     | ISBN 978-4-08-884271-4 |

### Kaiju No. 8 Relax
Am 4. Juni 2024 startete ein weiteres Spin-off mit dem Titel Kaiju No. 8 Relax in der Saikyō Jump, das von Kizuku Watanabe gezeichnet wird.
| Band | Japanisch        | Japanisch              |
| Band | Veröffentlichung | ISBN                   |
| ---- | ---------------- | ---------------------- |
| 1    | 1. Nov. 2024     | ISBN 978-4-08-884312-4 |

## Anime-Adaption
Im August 2022 wurde angekündigt, dass der Manga als Anime für das japanische Fernsehen umgesetzt wird. Die Animationen entstanden bei Studio Production I.G unter der Regie von Shigeyuki Miya und Tomomi Kamiya. Die Drehbücher schrieb Ichiro Okouchi und für das Charakterdesign war Tetsuya Nishio verantwortlich, während Shinobu Tsuneki das Mechanical Design gestaltete. Die künstlerische Leitung lag bei Shinji Kimura, die Animationsarbeiten wurden von Tetsuya Nishio geleitet und die 3D-Animationen von Masaru Matsumoto. Für die Kameraführung war Eiji Arai verantwortlich. Tonregie führte Fumiyuki Go.
Die Premiere fand am 13. April 2024 bei TV Tokyo statt. Die erste Staffel wurde am 29. Juni 2024 abgeschlossen. Parallel zur japanischen Erstausstrahlung wurde der Anime international auf der Plattform Crunchyroll veröffentlicht, mit Untertiteln unter anderem auf Deutsch, Englisch und Spanisch. Teilweise mit Verzögerung erfolgte die Veröffentlichung synchronisierter Fassungen. Die deutsche Synchronfassung erschien vom 13. April bis zum 13. Juli 2024.
Am 28. März 2025 lief in den japanischen Kinos den Kompilationsfilm Kaiju No. 8 zum ersten Staffel der Animationsserie gemeinsam mit der „Extra-Episode“ Hoshinas freier Tag. Der Film wurde international u. a. in Nordamerika, Großbritannien, Irland und Indien gezeigt. In Deutschland und Österreich lief der Film am 19. April 2025 in ausgewählten Kinos. Als Fernsehfolge wurde die Zusammenfassung der ersten Staffel am 5. Juli auf dem japanischen Fernsehsender TV Tokyo gezeigt und zur selben Zeit weltweit gestreamt.
Die Fortsetzung mit einer zweiten Staffel wurde am 29. Juni 2024 offiziell bestätigt und wurde am 19. Juli 2025 (um 23 Uhr japanischer Ortszeit – nach JST) sowohl auf TV Tokyo ausgestrahlt als auch weltweit per Simulcast gestreamt.

### Musik
Die Musik der Serie wurde komponiert von Yuta Bandoh. Das Vorspannlied ist Abyss von Yungblud und der Abspann ist mit dem Lied Nobody von OneRepublic unterlegt. Während der Folgen werden außerdem folgende Lieder gespielt:
- Scream feat. (sic)boy (Folge 5)
- Warcry feat. Okazaki Taiiku (Folge 7)
- Never Break Down feat. LEO Imai (Folge 10)

### Synchronisation
Die deutsche Synchronfassung entstand bei Oxygen Sound Studios in Berlin. René Dawn-Claude schrieb die Dialogbücher und führt die Dialogregie zum ersten und zweiten Staffel der Animeserie.
| Rolle                       | Rolle                   | japanischer Sprecher (Seiyū)   | japanischer Sprecher (Seiyū)   | deutscher Sprecher | deutscher Sprecher |
| Deutsch                     | Japanisch               | Staffel 1                      | Staffel 2                      | Staffel 1          | Staffel 2          |
| --------------------------- | ----------------------- | ------------------------------ | ------------------------------ | ------------------ | ------------------ |
| Aoi Kaguragi                | 神楽木 葵               | Shunsuke Takeuchi (武内 駿輔)  | Shunsuke Takeuchi (武内 駿輔)  | Rêzan Cheikhmous   | N. N.              |
| Haruichi Izumo              | 出雲 ハルイチ           | Keisuke Koumoto (河本 啓佑)    | Keisuke Koumoto (河本 啓佑)    | Julian Tennstedt   | N. N.              |
| Iharu Furuhashi             | 古橋 伊春               | Yuuki Shin (新 祐樹)           | Yuuki Shin (新 祐樹)           | René Dawn-Claude   | René Dawn-Claude   |
| Isao Shinomiya              | 四ノ宮 功               | Tesshou Genda (玄田 哲章)      | Tesshou Genda (玄田 哲章)      | Dirk Bublies       | Dirk Bublies       |
| Kafka (Kind)                | カフカ (幼少期)         | Megumi Han (潘 めぐみ)         | Megumi Han (潘 めぐみ)         | Peggy Pollow       | Peggy Pollow       |
| Kafka Hibino (Kaiju Nr. 8)  | 日比野 カフカ (怪獣8号) | Masaya Fukunishi (福西 勝也)   | Masaya Fukunishi (福西 勝也)   | Felix Kamin        | Felix Kamin        |
| Kaiju Nr. 9                 | 怪獣9号                 | Hiroyuki Yoshino (吉野 裕行)   | Hiroyuki Yoshino (吉野 裕行)   | Sebastian Schulz   | N. N.              |
| Kikoru Shinomiya            | 四ノ宮 キコル           | Ai Fairouz (ファイルーズ あい) | Ai Fairouz (ファイルーズ あい) | Kristina Tietz     | Kristina Tietz     |
| Konomi Okonogi              | 小此木 このみ           | Sayaka Senbongi (千本木 彩花)  | Sayaka Senbongi (千本木 彩花)  | Muriel Bielenberg  | N. N.              |
| Mina Ashiro                 | 亜白 ミナ               | Asami Seto (瀬戸 麻沙美)       | Asami Seto (瀬戸 麻沙美)       | Jessica Rust       | Jessica Rust       |
| Reno Ichikawa               | 市川 レノ               | Wataru Katou (加藤 渉)         | Wataru Katou (加藤 渉)         | Flemming Stein     | Flemming Stein     |
| Soshiro Hoshina             | 保科 宗四郎             | Kengo Kawanishi (河西 健吾)    | Kengo Kawanishi (河西 健吾)    | Dirk Petrick       | Dirk Petrick       |
| AI-Stimme                   | AI音声                  | Tomokazu Seki (関 智一)        | –                              | Isabella Vinet     | –                  |
| Itakura                     | 板倉                    | Taito Ban (坂 泰斗)            | –                              | David Hörning      | –                  |
| Kinugasa                    | 衣笠                    | Takuya Masumoto (増元 拓也)    | –                              | Christopher Groß   | –                  |
| Miike                       | 三池                    | Jun Fukushima (福島 潤)        | –                              | Rajko Geith        | –                  |
| Mizoguchi                   | 溝口                    | Mitsuru Miyamoto (宮本 充)     | –                              | Jan Kurbjuweit     | –                  |
| Risas Vater                 | リサの父親              | Ryou Sugisaki (杉崎 亮)        | –                              | Levin Jäger        | –                  |
| Soldat                      | 防衛隊幹部              | Takuya Masumoto (増元 拓也)    | –                              | Levin Jäger        | –                  |
| Tae Nakanoshima             | 中之島 タエ             | Mutsumi Tamura (田村 睦心)     | –                              | Vera Bunk          | –                  |
| Toku (Masahide Tokuda)      | 徳 (徳田 マサヒデ)      | Yutaka Aoyama (青山 穣)        | –                              | Fabian Oscar Wien  | –                  |
| Yoshimura                   | 吉村                    | Tomohiro Oono (大野 智敬)      | –                              | Tom Ferenc         | –                  |
| Gen Narumi                  | 鳴海 弦                 | –                              | Kouki Uchiyama (内山 昂輝)     | –                  | Jan Makino         |
| Eiji Hasegawa               | 長谷川 エイジ           | –                              | Hiroki Yasumoto (安元 洋貴)    | –                  | Peter Sura         |
| Akira Kurusu                | 来栖 アキラ             | –                              | Ryouta Suzuki (鈴木 崚汰)      | –                  | Alex Friedland     |
| Rin Shinonome               | 東雲 りん               | –                              | Kana Hanazawa (花澤 香菜)      | –                  | Alice Bauer        |
| Tachibana (Kouta Tachibana) | 立花 (立花 コウタ)      | –                              | Genta Nakamura (中村 源太)     | –                  | Imme Aldag         |
| Miyake (Kurato Miyake)      | 三宅 (三宅 蔵人)        | –                              | Shouta Yamamoto (山本 祥太)    | –                  | Christoph Banken   |

### Episodenliste

#### Staffel 1
Quelle:
| Nr. (ges.) | Nr. (St.) | Deutscher Titel                                       | Originaltitel                                              | Erstausstrahlung Japan | Deutschsprachige Erstausstrahlung (D) |
| ---------- | --------- | ----------------------------------------------------- | ---------------------------------------------------------- | ---------------------- | ------------------------------------- |
| 1          | 1         | Der Mann, der zum Kaijū wurde                         | 怪獣になった男 Kaijū ni Natta Otoko                        | 13. Apr. 2024          | 13. Apr. 2024                         |
| 2          | 2         | Das Kaijū, das Kaijūs zur Strecke bringt              | 怪獣を倒す怪獣 Kaijū o Taosu Kaijū                         | 20. Apr. 2024          | 20. Apr. 2024                         |
| 3          | 3         | Revanche                                              | リベンジマッチ Ribenji Matchi                              | 27. Apr. 2024          | 27. Apr. 2024                         |
| 4          | 4         | Stärke 9,8                                            | フォルティチュード9.8 Forutichūdo 9.8                      | 4. Mai 2024            | 4. Mai 2024                           |
| 5          | 5         | Eintritt ins Korps!                                   | 入隊！ Nyūtai!                                             | 11. Mai 2024           | 11. Mai 2024                          |
| 6          | 6         | Die Sagamihara-Eliminierungsoperation im Morgengrauen | 夜明けの相模原討伐作戦 Yoake no Sagamihara Tōbatsu Sakusen | 18. Mai 2024           | 18. Mai 2024                          |
| 7          | 7         | Kaijū Nr. 9                                           | 怪獣９号 Kaijū Kyu-gō                                      | 25. Mai 2024           | 25. Mai 2024                          |
| 8          | 8         | Verteidigungskorps                                    | 防衛隊へようこそ Bōei Tai e Yōkoso                         | 1. Juni 2024           | 1. Juni 2024                          |
| 9          | 9         | Angriff auf den Stützpunkt Tachikawa                  | 立川基地襲撃 Tachikawa Kichi Shūgeki                       | 8. Juni 2024           | 8. Juni 2024                          |
| 10         | 10        | Enthüllung                                            | 曝露 Bakuro                                                | 15. Juni 2024          | 15. Juni 2024                         |
| 11         | 11        | Kaijū Nr. 8 hinter Schloss und Riegel                 | 捕らわれた怪獣8号 Torawareta Kaijū Hachi-gō                | 22. Juni 2024          | 6. Juli 2024                          |
| 12         | 12        | Hibino Kafka                                          | 日比野カフカ Hibino Kafuka                                 | 29. Juni 2024          | 13. Juli 2024                         |

#### Staffel 2
Quelle:
Hinweis: Die Extra-Episode Nr. 12,5 ist eine spezielle Folge zwischen den Geschichten der ersten und zweiten Staffel, die gesondert im Kino und Fernsehen ausstrahlt wurde.
| Nr. (ges.) | Nr. (St.) | Deutscher Titel                     | Originaltitel                               | Erstausstrahlung Japan | Deutschsprachige Erstausstrahlung (D) |
| ---------- | --------- | ----------------------------------- | ------------------------------------------- | ---------------------- | ------------------------------------- |
| 12,5       | 00        | Hoshinas freier Tag (Extra-Episode) | 保科の休日 Hoshina no Kyūjitsu              | 5. Juli 2025           | 5. Juli 2025                          |
| 13         | 01        | Die Kaiju-Waffe                     | 怪獣兵器 Kaijū Heiki                        | 19. Juli 2025          | 19. Juli 2025                         |
| 14         | 02        | Die Prüfung der nächsten Generation | 次世代の試練 Jisedai no Shiren              | 26. Juli 2025          | 26. Juli 2025                         |
| 15         | 03        | Die ultimative Truppe               | 最強の部隊 Saikyō no Butai                  | 2. Aug. 2025           | 2. Aug. 2025                          |
| 16         | 04        | Der Mann namens Shinomiya Isao      | 四ノ宮功という男 Shinomiya Isao to iu Otoko | 9. Aug. 2025           | 9. Aug. 2025                          |
| 17         | 05        | Ich will stärker werden             | 強くなりたい Tsuyoku naritai                | 16. Aug. 2025          | 16. Aug. 2025                         |

## Light Novel
Eine Umsetzung der Geschichte als Light Novel erschien am 4. November 2022 in Japan bei Shūeisha. Sie wurde von Keiji Ando geschrieben und vom Zeichner des Mangas, Naoya Matsumoto, illustriert.

## Rezeption
Im September 2021 überstieg die Auflage aller Bände zusammen 4 Millionen Exemplare. Der sechste Band allein verkaufte sich bis Dezember 2022 über 700.000 Mal und gehörte damit zu den bestverkauften Manga-Bänden in Japan 2022. Der Manga wurde für den Manga-Taishō-Preis, für den Osamu-Tezuka-Kulturpreis und den Eisner Award nominiert. In Deutschland startete die Serie mit einer ungewöhnlich hohen Auflage von 70.000 Exemplaren und war der erfolgreichste Neustart von Crunchyroll im Jahr 2022.
Im Tagesspiegel ordnet Sabine Scholz die Serie in ein zeitgenössisches Revival von Kaijū-Geschichten ein, die auf den Erfolg von Attack on Titan folgten: Auch in Kaiju No. 8 verwandelt sich der Protagonist in ein Monster, das hier aber in der Tradition klassischer japanischer Riesenmonster und Superkraftepen stehe. Der „rasante Action-Titel“ zeichne „sich durch gut getimten Slapstick und kuriose Interpretationen klassischer Manga-Archetypen aus. Der so dynamische wie moderne Zeichenstil von Naoya Matsumoto passt gut dazu.“